# Aleksandr Popov (ishockeyspelare)
Aleksandr Aleksandrovitj Popov (ryska: Александр Александрович Попов), född 31 augusti 1980 i Angarsk, Sovjetunionen, är en rysk ishockeyspelare som spelar för Avangard Omsk i Kontinental Hockey League, KHL.

## Karriär
Aleksandr Popov började sin karriär som hockeyspelare i Avangard Omsk, där han gjorde sin debut i den ryska Superligan säsongen 1998/1999. Med Omsk blev Popov rysk mästare i säsongen 2003/2004 för första gången. Han var också under 2001 och 2006 tvåa med Omsk. 
På europeisk nivå vann Avangard Omsk med Popov 2005 års Europeiska klubbmästerskapet i ishockey. 

## Meriter
- 2001 Tvåa i ryska mästerskapen med Avangard Omsk[1]
- 2004 Rysk mästare med Avangard Omsk[1]
- 2006 Tvåa i ryska mästerskapen med Avangard Omsk[1]
- 2005 Europeiska klubbmästerskapet i ishockey-vinst med Avangard Omsk[1]

### Internationellt
- Världsmästare i ishockey 2012[1]